# Várkerület
Várkerület (în trad. „Cartierul Cetății”) este sectorul I din Budapesta, situat pe partea dreaptă (vestică) a Dunării, în Buda. Este învecinat cu sectorul al II-lea din Budapesta (Nord), sectorul al XII-lea din Budapesta (Vest), sectorul al XI-lea din Budapesta (Sud) și indirect de sectorul al V-lea din Budapesta (Est, peste Dunăre). 

## Obiective
- Cartierul Cetății Buda
  - Poarta Vieneză
  - Biserica evanghelică din Cetatea Buda (Piața Poarta Vieneză)
  - Bastionul Pescarilor
  - Biserica Mátyás
  - Teatrul Național de Dans
  - Institutul Francez
  - Arhiva Națională
  - Szentháromság-szobor
  - Palatul Sándor
  - Funicularul din Cetate
  - Palatul Budei
  - Teatrul Cetății
  - Labirintul Cetății Buda
- Piața Batthyány

## Muzee

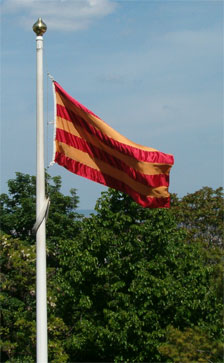
Drapelul sectorului la Poarta Vieneză

- Muzeul de Apotheke „Aranysas” (Vulturul de Aur)
- Muzeul Istoria Budapestei
- Muzeul Militar
- Muzeul de Comerț și Turism
- Galeria Națională Maghiară
- Institutul și Muzeul Național de Istoria Teatrului
- Muzeul de Medicină Semmelweis
- Expoziția și Centrul de Documentare Tabán
- Muzeul de Istoria muzicii
- Colecția Bisericii Mátyás

## Orașe înfrățite
- Innere Stadt, Viena, Austria
- Praga sector 1, Republica Cehă
- Marlow, Anglia
- Regensburg, Germania
- Capestrano, Italia
- Odorheiu Secuiesc, România
- Senta, Serbia
- Orașul Vechi, Bratislava, Slovacia
- Lendava, Slovenia
- Carouge, Elveția

## Galerie foto
|                                                                    |                                                        |                                              |                                    |                                               |
| Biblioteca Széchenyi și Muzeul Istoria Budapestei în Palatul Budei | Case medievale din Cartierul Cetății Buda              | Galeria Națională Maghiară din Palatul Budei | Palatui Budei în anii 1930         | Poartă grădinii din Palatul Budei             |
|                                                                    |                                                        |                                              |                                    |                                               |
| Biserica Mátyás                                                    | Statuia lui Ștefan I în fundal cu Bastionul Pescarilor | Turnul de la Poarta Ferdinand                | Bastionul Pescarilor din Budapesta | Statuie de pe clădirea Primăriei Sectorului I |

| Sectoarele Budapestei |
| --- |
| I \| II \| III \| IV \| V \| VI \| VII \| VIII \| IX \| X \| XI \| XII \| XIII \| XIV \| XV \| XVI \| XVII \| XVIII \| XIX \| XX \| XXI \| XXII \| XXIII |

1. ↑  Urfi Péter (14 octombrie 2019), A legszorosabb versenyt V. Naszályi Márta nyerte az I. kerületben (în maghiară), accesat în 14 octombrie 2019